# Карабан Павло Самійлович
Павло́ Самі́йлович Караба́н (Шлейман Павло Соломонович, 1894—1968) — поет та перекладач з української мови радянських часів.

## З життєпису
В 1920-х роках жив у Харкові. Зустічався двічі з Сергієм Єсеніним, у Харкові — з поетом Хлєбніковим.
1926 року в харківському журналі «Прапор» було напечатано його статтю-некролог «Сергій Олександрович Єсенін».
До 1934 року проживав в Україні, мав стосунки з багатьма відомими українськими письменниками, котрі згодом були репресовані. Після переїзду в Москву працював у видавництві «Госиздат».
1936 року по наклепу Павла Зенкевича арештовують зі звинуваченням, що входив до складу групи «українських націоналістів-літературних працівників», що займалася антирадянською агітацією. Керівником групи «оголошений» Ігор Поступальський. До групи також нібито входили поет Володимир Нарбут, перекладач Павло Карабан та літературознавець Б. А. Навроцький. Усі вони були засуджені до 5 років позбавлення волі, восени того ж року були на Колимі.
Станом на 1942 рік перебував в одному з радянських таборів позбавлення волі.
Перекладав твори Лесі Українки, зокрема «Мій шлях», «Бахчисарай», «Коли втомлюся я життям щоденним», «Було се за часів святої Германдади…», «Веселий пан», «Пан народовець».